# Garenfeld
Garenfeld ist ein Stadtteil der kreisfreien Großstadt Hagen in Nordrhein-Westfalen.

## Geografie
Garenfeld liegt auf einem Hochplateau nordöstlich am Rande des Hagener Stadtgebietes. Nördlich grenzt Garenfeld an die Stadt Dortmund mit dem Stadtteil Syburg. Östlich liegt die Stadt Schwerte mit den Stadtteilen Westhofen und Ergste. Südlich liegt der Stadtteil Berchum und westlich die Stadtteile Halden, Fley und Kabel. Die Flüsse Ruhr im Norden und die Lenne im Westen bilden grob die natürlichen Grenzen des Stadtteils. Nordwestlich, unweit der Stadtteilgrenze, mündet die Lenne in die Ruhr.

## Geschichte
Archäologische Funde weisen darauf hin, dass es im Raum Garenfeld schon in der Jungsteinzeit erste dauerhafte Siedlungsplätze gegeben hat, unter anderem eine Siedlung der Linearbandkeramik (etwa 5000–4600 v. Chr.). Am Kahlenberg südöstlich von Garenfeld wurde in den 1920er Jahren ein Scheibenbeil (um 6500 v. Chr.) gefunden. Außerdem ein Kumpf (Keramikgefäß), ein Klingenkern, Pfeilspitzen sowie ein Sicheleinsatz (alle 5000–3500 v. Chr.). Aus der römischen Kaiserzeit ein As (Münze) des Vespasian (74 n. Chr.). Im Dorf fand man aus dem Mittelalter eine Plateaufibel mit Kreuz aus dem 10./11. Jahrhundert.
Nachdem Karl der Große im Jahr 775 die sächsische Wallburg Sigiburg (Syburg) erobert hatte, gehörte Garenfeld zu dem direkt gegründeten Reichshof, der später Westhofen (Ursprungsname: Vesthofede = befestigter Hof oder Höfe) genannt wurde. Der Ortsname Garenfeld geht vermutlich auf einen Flurnamen zurück, der mit „Feld an einem keilförmigen Landstück“ umschrieben werden kann.
Erstmals wurde Garenfeld als Garnefelde im zweiten Drittel des 12. Jahrhunderts in einem Güterverzeichnis der Abtei Werden erwähnt. Garenfeld war ehemals eine eigene Bauerschaft und gehörte im Amt Schwerte zur Grafschaft Mark. Im Schatzbuch der Grafschaft Mark von 1486 werden in der Burschop Garnevelde 26 steuerpflichtige Hofbesitzer mit einer Abgabe von 1 oirt (¼ Gg) bis 6 Goldgulden genannt. Größter Land- und Hofbesitzer war die Familie von Syberg zum Busch, aber auch die Herren von Volmerstein besaßen Lehen in Garenfeld. Die Aufzeichnungen von 1680 bis 1734 im ältesten Kirchenbuch der reformierten Gemeinde zu Syberg/Westhofen ergeben etwa 820 Beurkundungen für 35 Familien, die vor 300 Jahren in der Bauerschaft Garenfeld ansässig waren.
In der Garenfelder Mark gab es die Bauernhöfe: Borgmanns Hof, 1381 als Borghmans hove tho Garnevelde ein Besitz der Familie von Syberg zum Busch; Hof Bovensmann, 1279 als dar Boven ein Teil des Saterdags Hove zu Garenfeld auch ein Besitz der von Syberg; Hof Dickhut, 1273 Eigentum des Klosters und späteren Damenstifts Gevelsberg; Lennhof, erstmals 1323 in einer Urkunde des Grafen Engelbert von der Mark genannt, später Besitz der von Syberg; Hof Trinthammer, Teil des Saterdags Hove zu Garenfeld, vor 1405 in Besitz der von Syberg; Hof Vogt-Hauenschild, Besitz der von Syberg, später Familie Pinning (Hörde); Hof zur Nieden, vor 1343 als dar Nedene ein Eigentum der Antonius-Vikarie in Westhofen.
Garenfeld war ab dem Jahr 1735 eine Gemeinde im Niederamt Schwerte, das ab 1753 zum Kreis Hamm gehörte. Ab 1843 war es Teil des Amtes Westhofen, Landbezirk Schwerte, bis es seit 1929 dem Kreis Iserlohn zugeschlagen wurde. Am 1. Januar 1975 wurde Garenfeld im Rahmen der kommunalen Neugliederung in die Stadt Hagen eingemeindet und gehört zum Stadtbezirk Hagen-Nord.

## Bevölkerung

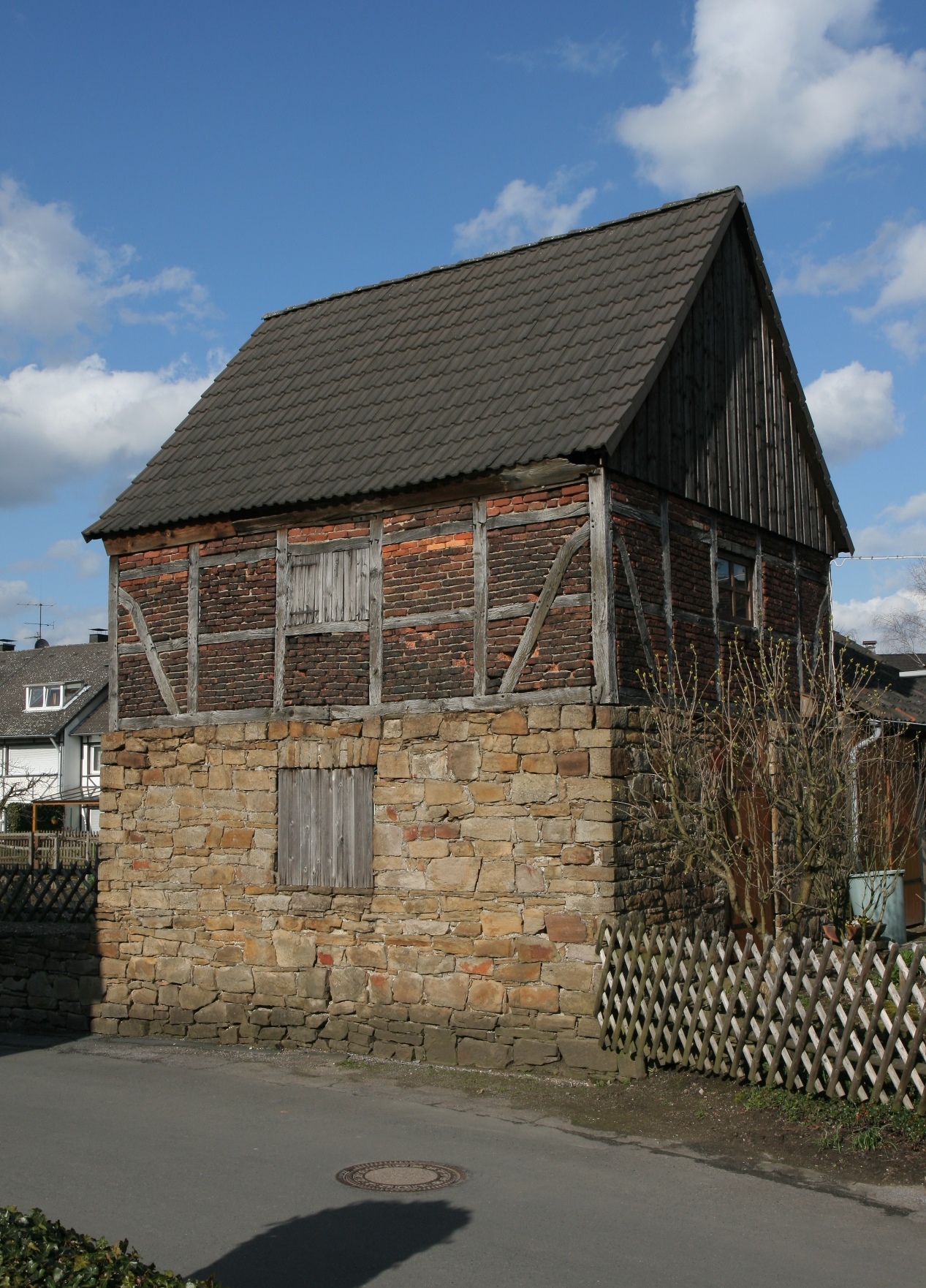
Alter Speicher

Garenfeld wies mit dem Jahresende 2012 eine Einwohnerzahl von 1576 Personen auf, das waren 1,2 % weniger als Ende 2002, während gleichzeitig die Einwohnerzahl der Stadt Hagen um 7,5 % zurückgegangen war. Der Ausländeranteil lag mit 2,2 % (Hagen 13,8 %) und der Migrantenanteil mit 14 % (Hagen 37,3 %) verhältnismäßig niedrig. Demgegenüber lag der Altersdurchschnitt mit 46,4 Jahren höher als der Altersdurchschnitt von Hagen mit 44,7 Jahren.
Am 31. Dezember 2018 hatte der Wohnbezirk Garenfeld in 485 Wohnhäusern mit 794 Haushaltungen 1706 Einwohner.
| Haushalte 2012          |  | Garenfeld absolut | Garenfeld in Prozent |  | Hagen in Prozent |
| ----------------------- |  | ----------------- | -------------------- |  | ---------------- |
| gesamt                  |  | 735               | 100 %                |  | 100 %            |
| mit 1 Person            |  | 218               | 29,7 %               |  | 42,0 %           |
| mit 2 Personen          |  | 268               | 36,5 %               |  | 29,8 %           |
| mit 3 Personen          |  | 131               | 17,8 %               |  | 13,9 %           |
| mit 4 und mehr Personen |  | 118               | 16,1 %               |  | 13,3 %           |

## Verkehr

### Straßenverkehr
Garenfeld ist durch zwei in den Nachbarorten liegenden Auffahrten an das überregionale Autobahnnetz angeschlossen. Östlich von Garenfeld verläuft die A 45, welche über die Autobahnauffahrt Schwerte-Ergste erreichbar ist. Die A 1 verläuft westlich des Ortsgebietes und ist durch die Autobahnauffahrt Hagen-Nord erreichbar. Regional ist Garenfeld durch die Landstraßen L 675 und L 703 an die Nachbarorte angeschlossen.

### ÖPNV
Ursprünglich wurde Garenfeld von der Linie 17 der Märkischen Verkehrsgesellschaft bedient. Nach der Eingemeindung in die Stadt Hagen verkehren hier nun Busse der Hagener Straßenbahn AG und DB Rheinlandbus.
Derzeit (Stand: 2024) halten in Garenfeld an mehreren Haltestellen die Linien:
- 524 (Fley – Helfe – Loxbaum – Boelerheide – Eckesey – Hagen Hbf – Stadtmitte – Tondernstr. – Halden – Garenfeld)
- 538 (Herdecke Mühlenstr. – Vorhalle Bf – Vorhalle – Eckesey – Boele – Kabel – Garenfeld – Berchum – Elsey – Lennebad – Hohenlimburg Bf – Jahnstr. – Krupp – Obernahmer)
- 594 (Hagen Hbf – Hagen-Boele – Westhofen – Schwerte ZOB/Bf)
- NE5 (Garenfeld – Halden – Tondernstr. – Stadtmitte – Hagen Hbf – Altenhagen – Eckesey – Vorhalle – Brockhausen)

### Radverkehr
Nahe dem Stadtteil verläuft der Ruhrtalradweg und die Lenneroute. Bei der Sanierung der Landstraße L675 im Jahr 2022 wurde auf beiden Fahrbahnseiten ein Fahrradstreifen angelegt, womit die beiden regionalen Radwege besser erschlossen wurden.

## Freizeit und Sport

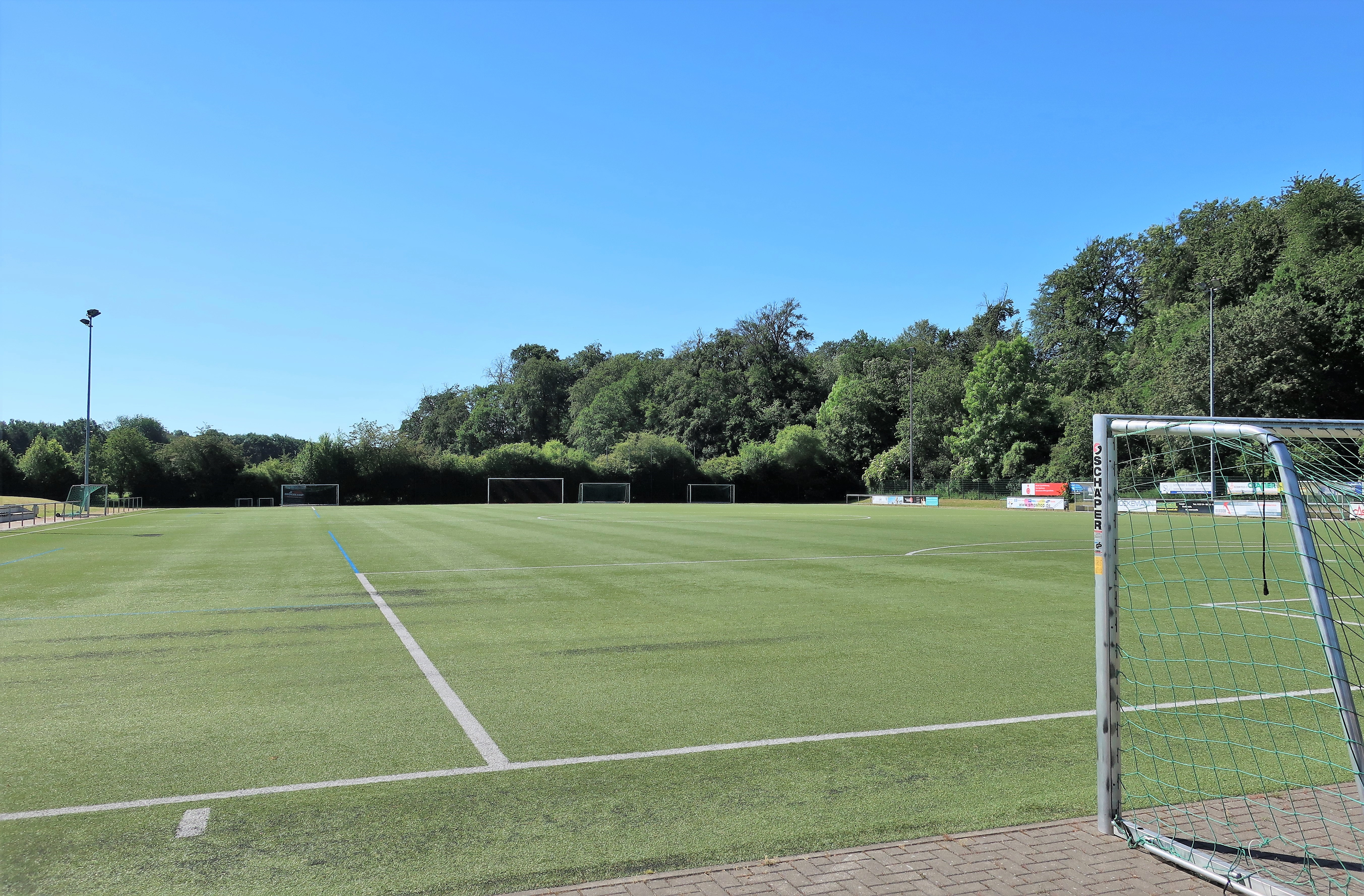
Waldstadion Garenfeld

- Fußballverein SC Berchum/Garenfeld 53/74 e. V. mit Junniorenfußball von der G-Jugend bis zur A-Jugend. Neben den drei Seniorenmannschaften (Stand: Anfang 2024) hat der Verein eine Frauenmannschaft und eine Altherrenmannschaft.
- Turnverein TV Westfalia Garenfeld e. V. bietet in der Mehrzweckhalle von Garenfeld u. a. Turnen, Gymnastik, Zumba und Basketball an.
- In Garenfeld gibt es drei Reitställe.
- Kleingartenverein Garenfeld und Campingclub-Garenfeld-Ruhrbogen e. V.
- Überregional ist Garenfeld für seine Erdbeerfelder bekannt.
- Garenfeld besitzt zusammen mit dem Nachbarstadtteil Berchum eine gemeinsame Freiwillige Feuerwehr. Die Freiwillige Feuerwehr Berchum/Garenfeld erhielt im Jahr 2017 ein neues Feuerwehrhaus an der Verbandsstraße.

## Schutzgebiete für die Natur
Alle Bereiche des Stadtteils außerhalb der bebauten Bereiche und bestehender Bebauungspläne sind als Schutzgebiet ausgewiesen. Bei den Schutzgebieten handelt es sich um: Landschaftsschutzgebiet Garenfeld, Landschaftsschutzgebiet Garenfelder Wald, Landschaftsschutzgebiet Lennhofsweide, Naturschutzgebiet Lennesteilhang Garenfeld und Naturschutzgebiet Alter Ruhrgraben (Hagen).

## Belege
1. ↑  Ralf Blank / Stephanie Marra / Gerhard E. Solbach: Hagen – Geschichte einer Großstadt und ihrer Region, Klartext Verlag, Essen 2008, S. 61 bis 64
2. ↑  Ralf Blank / Mirjam Kötter / Sebastian Magnus Sonntag: Hagener Fundstücke – 111 Archäologische Fundstücke, Hagener Beiträge zur Kultur und Geschichte Band 2, Klartext Verlag Essen 2020, S. 62, 66, 68, 70, 84, 86, 100, 164, 182
3. ↑  Michael Flöer: Die Ortsnamen der Stadt Dortmund und der Stadt Hagen. In: Westfälisches Ortsnamenbuch. Band 16, Bielefeld 2021, S. 103–105.
4. ↑  Ralf Blank / Stephanie Marra / Gerhard E. Solbach: Hagen – Geschichte einer Großstadt und ihrer Region, Klartext Verlag, Essen 2008, S. 89
5. ↑  Aloys Meister (Hrsg.): Die Grafschaft Mark, Dortmund 1909, S. 34
6. ↑  Die Lennegemeinden – Landschaft Geschichte Menschen, Band VII der Schriftreihe „Hagen einst und jetzt“ (Hrsg.): Hagener Heimatbund 1980, S. 19, 292–300
7. ↑  Statistisches Bundesamt (Hrsg.): Historisches Gemeindeverzeichnis für die Bundesrepublik Deutschland. Namens-, Grenz- und Schlüsselnummernänderungen bei Gemeinden, Kreisen und Regierungsbezirken vom 27.5.1970 bis 31.12.1982. W. Kohlhammer, Stuttgart / Mainz 1983, ISBN 3-17-003263-1, S. 329 (Statistische Bibliothek des Bundes und der Länder [PDF; 41,1 MB]).
8. ↑  Hubertus Heuel: Garenfeld gehört zu Hagens attraktivsten Wohngebieten. In: Westfalenpost. Funke Mediengruppe, 22. Juli 2013, abgerufen am 1. Mai 2025.
9. ↑  Stadtteildaten 2018 | Profile der 39 Hagener Wohnbezirke. (PDF) In: hagen.de. Abgerufen am 6. Februar 2024.